# Throat: A Cautionary Tale
Throat: A Cautionary Tale ist ein US-amerikanischer Pornospielfilm des Regisseurs Paul Thomas aus dem Jahr 2009, der ursprünglich als Remake des Films Deep Throat angelegt war. Der Film wurde am 14. März 2009 veröffentlicht und bei den AVN Awards 2010 mit mehreren Preisen ausgezeichnet. Die Hauptrolle spielt Sasha Grey.

## Handlung
Die Geschichte beginnt damit, dass in einem Hinterhof ein totes Mädchen gefunden wird mit einer zerschlagenen Flasche im Mund. Die darauffolgenden Ermittlungen führen zum Anfang der Geschichte und zum Beginn der Karriere des Mädchens.

## Hintergrund
Steven Hirsch, der Besitzer von Vivid Entertainment, äußerte gegenüber Reportern von XFANS bei den F.A.M.E. Awards im Juni 2008, dass seine Firma ein Remake des Films Deep Throat produziere. Vivid plante bereits die Veröffentlichung des Films, allerdings missfielen dem Rechteinhaber Arrow Productions die Abweichungen von der originalen Storyline sowie die Art und Weise, mit der bei dem Film Regie geführt und für den Film gecastet wurde. Infolgedessen entzogen sie Hirsch die Erlaubnis, das Remake zu drehen, sodass der Film bei Vivid Entertainment aus Copyright-Gründen umgeschnitten und in Throat: A Cautionary Tale umbenannt wurde.

## Kritik
„Throat: A Cautionary Tale ist tiefgreifender und weitaus düsterer als [der Originalfilm].“

„Vivids heiß diskutiertes Remake von Deep Throat bietet […] eine völlig neue Sichtweise auf den Pornoklassiker. Alles, was vom amüsanten Original bleibt, ist das Konzept einer Frau, deren Klitoris in ihrer Kehle [Anm.: eng. throat] verortet ist. […] Throat: A Cautionary Tale ist ein ‚Porn noir‘, ein düsterer Krimi über das Verlieren der Unschuld. Mit straffem Tempo fesselt der Film wie ein Mainstreamfilm, zum Leben erweckt durch seinen Star, Sasha Grey. […] Alle Darsteller überzeugen mit erstklassigen Darstellungen, aber Grey spielt in ihrer eigenen Liga. […] Sie verkörpert ihre Rolle: Ungerührt [und] geheimnisvoll.“

## Auszeichnungen
- 2010: AVN Award: Best Oral Sex Scene
- 2010: AVN Award: Best Screenplay
- 2010: AVN Award: Best Supporting Actor
- 2010: AVN Award: Best Supporting Actress (Penny Flame)
- 2010: AVN Award: Best Overall Marketing Campaign, Individual Project
- 2010: XBIZ Award: Marketing Campaign of the Year